# Јеринина кула над Подграђем
Јеринина кула је тврђава у Србији, чији се остаци налазе на истоименом врху (553 m нмв) изнад реке Клине и села Пограђа, североисточно од Дрсника, недалеко од Клине. Према неким мишљењима, на овом локалитету се налазила прва престоница Србије, Достиника.
У питању су остаци масивне донжон куле, која је током времена претворена у велику камену купу. О њеној првобитној величини, сведоче димензије саме купе чија висина је око 7–8 m, пречник основе око 20 m, док је пречник њеног заравњеног врха, око 8–9 m. 
У непосредној близини куле, уочљиви су темељи грађевина, које су вероватно биле део њеног некадашњег подграђа.